# The Simple Things
The Simple Things is een nummer van de Britse muzikant Joe Cocker uit 1994. Het is de tweede single van zijn veertiende studioalbum Have a Little Faith.
"The Simple Things" gaat over het vinden van geluk in het alledaagse en het waarderen van de kleine momenten in het leven. De tekst roept op de eenvoudige dingen te waarderen, tevreden te zijn met wat je hebt en niet op een oppervlakkige manier te leven, wat blijkt uit de regels "Somewhere along the way I got caught up in the race" en "We're always wanting more than what we have". Het nummer werd een bescheiden hit in het Verenigd Koninkrijk, Duitsland, Canada en het Duitse taalgebied. Het bereikte de 17e positie in de Britse hitlijsten, de 31e positie in de Nederlandse Top 40, en de 23e positie in de Vlaamse Radio 2 Top 30.

## Tracklijst
- Cd-single

1. "The Simple Things" - 4:54
2. "With a Little Help from My Friends" (live in Dortmund) - 7:58
3. "Summer in the City - 3:55